# Les Loges-en-Josas
Les Loges-en-Josas ist eine französische Gemeinde mit 1655 Einwohnern (Stand 1. Januar 2022) im Département Yvelines in der Region Île-de-France. Sie gehört zum Arrondissement Versailles und zum Kanton Versailles-2. Die Einwohner werden Logeois genannt.

## Geographie
Die Gemeinde liegt rund vier Kilometer südlich von Versailles und 22 Kilometer südwestlich von Paris. Nachbargemeinden sind Jouy-en-Josas, Toussus-le-Noble und Buc.

### Verkehrsanbindung
Les Loges-en-Josas ist durch die Station Petit-Jouy les Loges der RER C mit dem Netz des öffentlichen Nahverkehrs im Großraum Paris verbunden.

## Bevölkerungsentwicklung
| Jahr      | 1968 | 1975 | 1982 | 1990 | 1999 | 2006 | 2011 |
| Einwohner | 712  | 1345 | 1597 | 1506 | 1451 | 1425 | 1546 |

## Sehenswürdigkeiten
Siehe: Liste der Monuments historiques in Les Loges-en-Josas